# مايلز أوبراين
مايلز أوبراين (بالإنجليزية: Miles O'Brien)‏ هو صحفي أمريكي، ولد في 9 يونيو 1959 في ديترويت في الولايات المتحدة.

## وصلات خارجية
- الموقع الرسمي